# Grube Amalie (Amelose)
Die Grube Amalie ist ein Stollen in Amelose, in dem im 19. und 20. Jahrhundert Kupfererze abgebaut wurden. Heute ist die Grube größtenteils zugeschüttet.

## Lage
Die Grube liegt bei Amelose in der Gemeinde Dautphetal. Im Wald neben der Bundesstraße 453, die Amelose durchquert, ist noch heute der alte Eingang zu sehen. Die Grube liegt ungefähr 250 m ü. NN.

## Geschichte
Die Grube wurde um 1960 geschlossen.
Im Zweiten Weltkrieg wurde ein Nebenstollen der Grube Amalie als Luftschutzbunker verwendet.

## Mineralien
In der Grube fanden sich hauptsächlich Kupfererze, aber auch Kalk und Schwerspat waren vorhanden. Mineralien-Vorkommen im Hinterland kann man im Lahn-Dill-Gebiet finden.
Koordinaten: 50° 50′ N, 8° 33′ O